# Khalifa Ayil
Khalifa Ayil (en árabe: خليفه عايل سالم النوفلي‎; Omán; 1 de marzo de 1984) es un futbolista de Omán que juega en la posición de defensa y que actualmente milita en el Bowsher Club de la Liga Profesional de Omán.

## Carrera

### Club
| Periodo   | Club             |
| --------- | ---------------- |
| 2000–2004 | Oman Club        |
| 2004–2005 | Al-Riyadh        |
| 2005–2009 | Al Sadd SC       |
| 2009      | Ettifaq FC       |
| 2009–2010 | Al-Ahli Doha     |
| 2010–2011 | Al Kuwait Kaifan |
| 2011–2012 | Al-Raed          |
| 2012–2013 | Dhofar Club      |
| 2013–2014 | Al-Nahda Club    |
| 2014–     | Bowsher Club     |

### Selección nacional
Jugó para Omán en 67 ocasiones de 2002 a 2010 y anotó ocho goles, participó en la Copa Asiática 2004, los Juegos Asiáticos de 2006, cuatro ediciones de la Copa de Naciones del Golfo, tres eliminatorias a la Copa Asiática y dos eliminatorias mundialistas.

## Logros
- Kuwait Crown Prince Cup (1): 2011
- Oman Professional League (1): 2013–14

## Estadísticas

### Goles con selección nacional
| # | Fecha      | Sede                                        | Rival     | Marcador | Resultado | Torneo                                               |
| - | ---------- | ------------------------------------------- | --------- | -------- | --------- | ---------------------------------------------------- |
| 1 | 9-6-2004   | Sultan Qaboos Sports Complex, Mascate, Omán | Singapur  | 2–0      | 7–0       | Clasificación para la Copa Mundial de Fútbol de 2006 |
| 2 | 9-6-2004   | Sultan Qaboos Sports Complex, Mascate, Omán | Singapur  | 5–0      | 7–0       | Clasificación para la Copa Mundial de Fútbol de 2006 |
| 3 | 1-12-2004  | Manama, Baréin                              | Letonia   | 2-0      | 3-2       | Amistoso                                             |
| 4 | 10-12-2004 | Doha, Catar                                 | Irak      | 3-0      | 3-1       | 2004 Gulf Cup of Nations                             |
| 5 | 13-2-2006  | Mascate, Omán                               | Irak      | 1-0      | 1-0       | Amistoso                                             |
| 6 | 21-11-2008 | Mascate, Omán                               | Kenia     | 2-1      | 2-2       | Amistoso                                             |
| 7 | 30-1-2008  | Mascate, Omán                               | Kuwait    | 1-0      | 1-1       | Amistoso                                             |
| 8 | 15-11-2009 | Mascate, Omán                               | Australia | 1-0      | 1-2       | Clasificación para la Copa Asiática 2011             |